# 吸血遊戲
《吸血遊戯》是日本漫畫家JUDAL的漫畫作品。

## 主要登场人物

### 吸血族
- 吸血魔王杜赛尔

前世与圣王菲力欧斯为敌。死后转生为“大水猫”（可变身为人类），为了救伊修妲，使用"自我牺牲"魔法，在死后，转生成伊修妲的儿子，对伊修妲有好感。
- 夏连

圣王菲力欧斯与吸血族迪亚裘所生的孩子，经常与伊修妲为敌。
- 迪亚裘

圣王菲力欧斯的妻子，拥有一子(夏连)，为了帮助菲力欧斯而将自己变成封魔宝-圣剑西迪亚

### 圣菲力欧斯达王国
- 圣王菲力欧斯

前世与吸血魔王杜赛尔为敌。转生成伊修妲的儿子。
- 女王·伊修妲

菲力欧斯的直系子孙。一开始捡了转生为“大水猫”的杜赛尔。从小便对护卫队长官达雷斯有着强烈的好感，最后与达雷斯结婚并生了杜赛尔与菲力欧斯这对双胞胎。
- 达雷斯

圣菲力欧斯达第一的战士，伊修妲的护卫官，后与伊修妲结婚。
- 瑟莲

圣菲力欧斯达的近卫队长，达雷斯的养母。
- 尤晋

伊修妲的神圣魔法的老师。

### 东方领地
- 杰内德

东方领地的领主。
- 法兰

杰内德的女儿，喜欢伊尔谢德，但自从知道伊尔谢德是父亲跟水妖之王的女儿生的孩子后，她便把伊尔谢德当成兄长来看待了，后来她嫁给了东方领地的第三公子渥尔特。
- 伊尔谢德

将军，东方的“军神”，真实身份为被杰内德所俘虏的水妖族之王的女儿与人类所生之子。

### 西方领地
- 谢利滋

西方领地的第一公子（西方领地的领主与妓女所生的孩子）。
- 拉菲吉

西方领地的第二公子（养子）。
- 渥尔特

西方领地的第三公子（养子），真实身份为拉谢涅亚王的儿子。

### 南方领地
- 尤杰鲁

南方领地的领主之子，且为伊修妲的神圣魔法的老师，化名尤晋，长居在王都，曾与好友阿修雷的妻子莉妮殉情未遂。

### 北方领地
- 拉森，领主。